# Farra d'Alpago
Farra d'Alpago is een plaats en voormalige gemeente in de Italiaanse provincie Belluno (regio Veneto) en telt 2787 inwoners (31-12-2004). De oppervlakte bedraagt 41,2 km², de bevolkingsdichtheid is 68 inwoners per km². De voormalige gemeente is samen met Pieve d'Alpago en Puos d'Alpago opgegaan in de gemeente Alpago.

## Demografie
Farra d'Alpago telt ongeveer 1082 huishoudens. Het aantal inwoners steeg in de periode 1991-2001 met 4,6% volgens cijfers uit de tienjaarlijkse volkstellingen van ISTAT.
| Jaar | Inwoneraantal |
| ---- | ------------- |
| 1991 | 2585          |
| 2001 | 2703          |

## Geografie
Farra d'Alpago grensde aan de volgende gemeenten: Belluno, Fregona (TV), Ponte nelle Alpi, Puos d'Alpago, Tambre en Vittorio Veneto (TV).

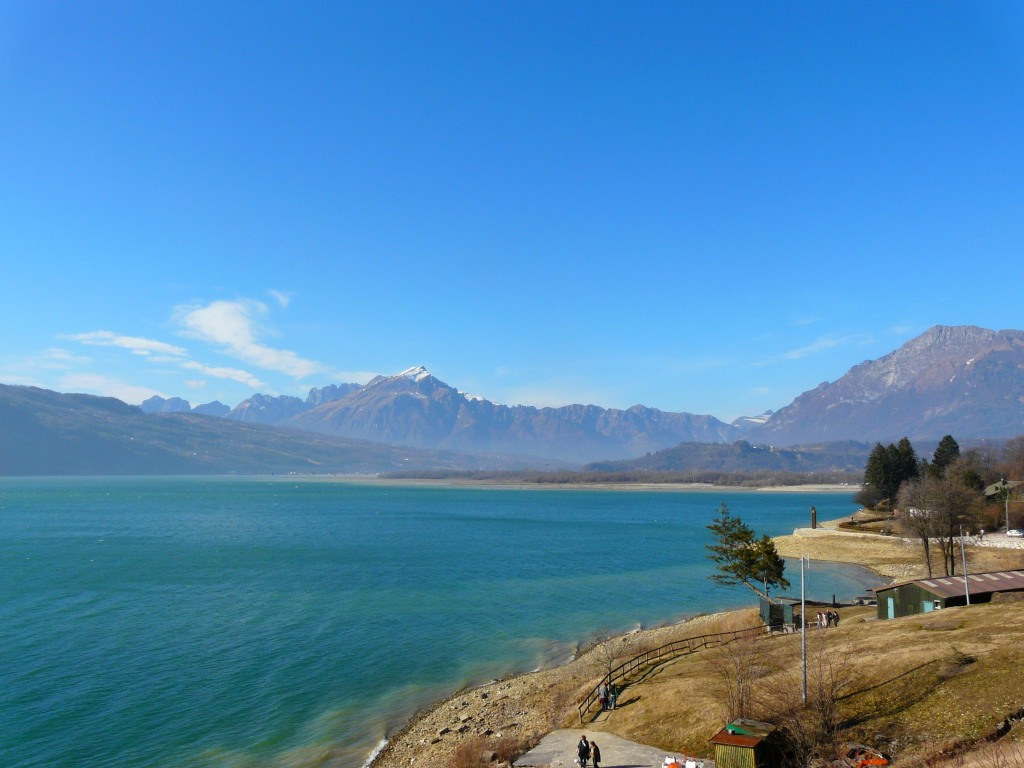
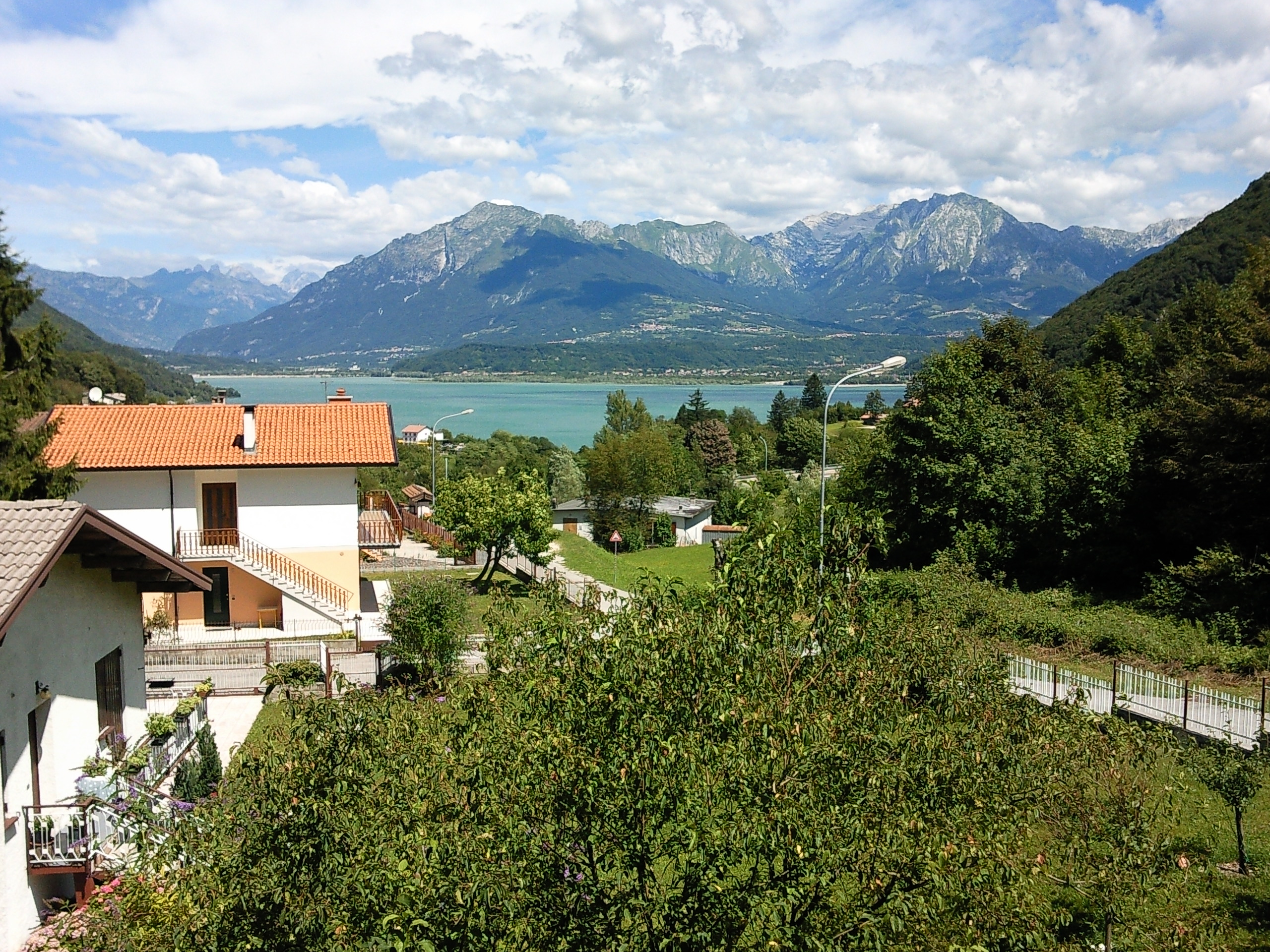

Agordo · Alano di Piave · Alleghe · Alpago · Arsiè · Auronzo di Cadore · Belluno · Borca di Cadore · Calalzo di Cadore · Canale d'Agordo · Castellavazzo · Cencenighe Agordino · Cesiomaggiore · Chies d'Alpago · Cibiana di Cadore · Colle Santa Lucia · Comelico Superiore · Cortina d'Ampezzo · Danta di Cadore · Domegge di Cadore · Falcade · Feltre · Fonzaso · Forno di Zoldo · Gosaldo · La Valle Agordina · Lamon · Lentiai · Limana · Livinallongo del Col di Lana · Longarone · Lorenzago di Cadore · Lozzo di Cadore · Mel · Ospitale di Cadore · Pedavena · Perarolo di Cadore · Pieve di Cadore · Ponte nelle Alpi · Quero Vas · Rivamonte Agordino · Rocca Pietore · San Gregorio nelle Alpi · San Nicolò di Comelico · San Pietro di Cadore · San Tomaso Agordino · San Vito di Cadore · Santa Giustina · Santo Stefano di Cadore · Sappada · Sedico · Selva di Cadore · Seren del Grappa · Sospirolo · Soverzene · Sovramonte · Taibon Agordino · Tambre · Trichiana · Vallada Agordina · Valle di Cadore · Vigo di Cadore · Vodo di Cadore · Voltago Agordino · Zoldo Alto · Zoppè di Cadore